# Aix-en-Ergny
Aix-en-Ergny – miejscowość i gmina we Francji, w regionie Hauts-de-France, w departamencie Pas-de-Calais.
Według danych na rok 1990 gminę zamieszkiwało 120 osób, a gęstość zaludnienia wynosiła 25 osób/km² (wśród 1549 gmin regionu Nord-Pas-de-Calais Aix-en-Ergny plasuje się na 1081. miejscu pod względem liczby ludności, natomiast pod względem powierzchni na miejscu 696.).